# Bungard, Bistrița-Năsăud
Bungard, mai demult Bungardul Săsesc (în dialectul săsesc Bengert, în germană Baumgarten, Bangert, în maghiară Szászbongárd, Bongárd) este un sat în comuna Lechința din județul Bistrița-Năsăud, Transilvania, România.
Prima atestare documentară este din anul 1331.

## Date geografice
Localitatea Bungard este situată în partea de sud a județului Bistrița-Năsăud. Principala cale de acces este drumul județean care face legătura între Lechința și Sânmihaiu de Câmpie. 

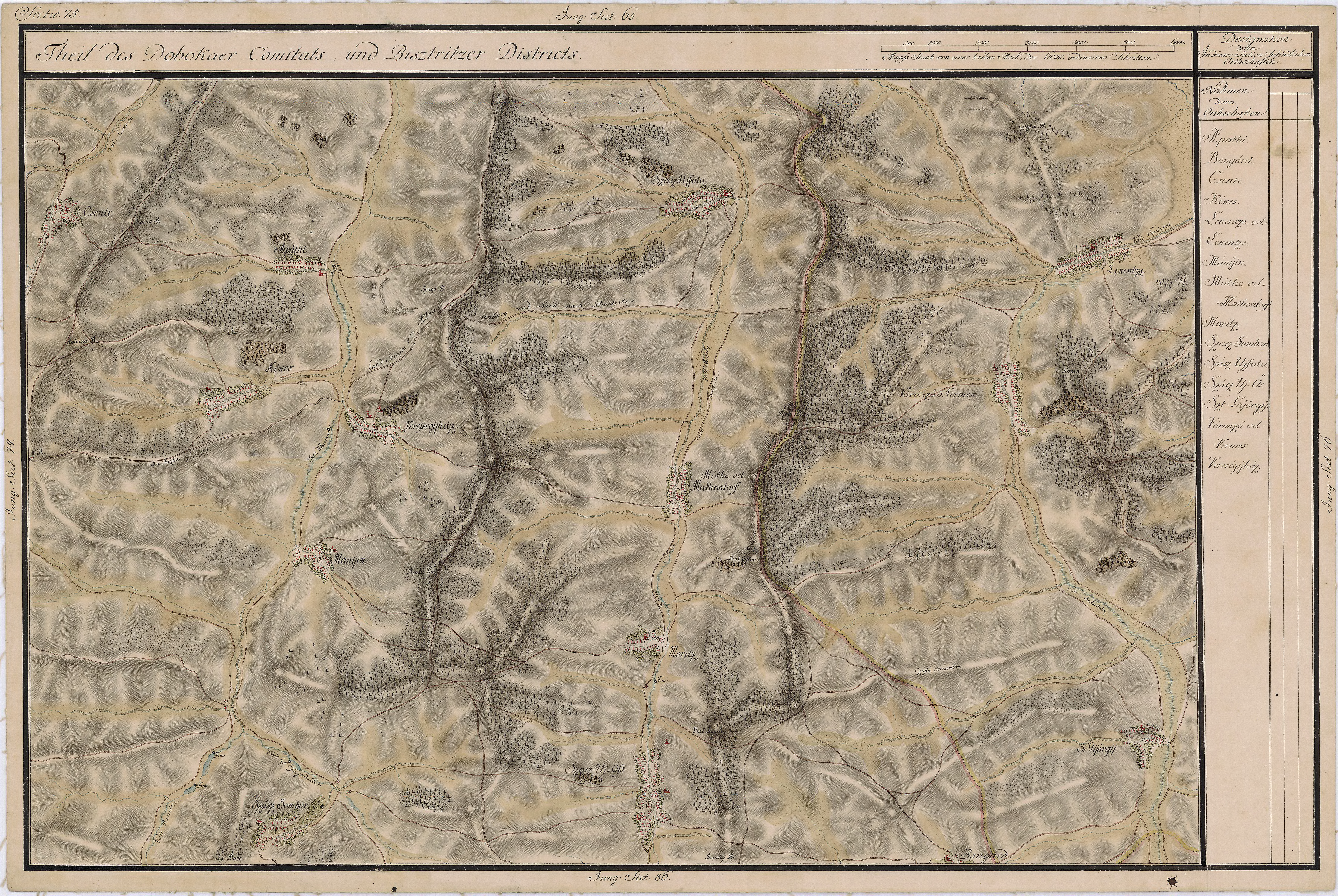
Bungard în Harta Iosefină a Transilvaniei, 1769-73

Localitățile apropiate sunt: Sângeorzu Nou (N), 
Sălcuța (S) și Fântânele (V).
Clima este temperat-continentală, cu veri mai umede și relativ călduroase, iar iernile puțin uscate și relativ reci. Temperatura medie multianuală este de 9-10 °C.

## Lăcașe de cult
- Biserica de lemn „Sfinții Arhangheli”, construită in anul 1711.